# Miguel De Lima
Miguel De Lima (Macaíba, 9 settembre 1937) è un ex calciatore brasiliano, di ruolo portiere.

## Biografia
Nato a Macaíba, si sposa con Maria das Graças de Lima da cui ha tre figlie. Si trasferisce a vivere a Pensacola, in Florida.

## Carriera

### Calciatore
De Lima inizia la carriera al Vasco da Gama con cui vince due campionati Carioca ed il Torneo Rio-San Paolo 1958.
Nel 1963 si trasferisce in Colombia per giocare nel Deportivo Cali e poi nel Millonarios.  Con i Millonarios vince due campionati colombiani ed una Copa Colombia.
Nel 1965 si trasferisce in Germania per giocare nel Colonia, risultando il primo portiere brasiliano a firmare per un club professionistico europeo.
Nel 1967 torna in patria per giocare con il Botafogo con cui vince un campionato Carioca e la Taça Guanabara.
Nell'estate 1967 venne ingaggiato dagli statunitensi del St. Louis Stars. Con i Stars ottenne il secondo posto della Western Division della NPSL, non qualificandosi per la finale della competizione.
L'anno seguente viene ingaggiato dai N.Y. Generals per giocare nella prima edizione della NASL. Con i Generals ottenne il terzo posto dell'Atlantic Division, non accedendo alla fase finale del torneo.
Nella stagione 1969 torna a giocare nei St. Louis Stars, con cui ottiene il quarto posto in campionato, a cui segue la stagione seguente con cui ottiene il terzo ed ultimo posto della Northern Division, non accedendo alla finale del torneo.

### Allenatore
Lasciato il calcio giocato, dal 1972 al 1979 fu assistente allenatore nella rappresentativa calcistica della Saint Louis University. Nel 1979 diventa allenatore dei portieri ed osservatore dei N.Y. Cosmos, incarico che occupò sino al 1984.
Successivamente si occupa di organizzare stage di formazione calcistica.

## Palmarès

### Competizioni statali
- Campionato Carioca: 3

Vasco da Gama: 1956, 1958
Botafogo: 1967
- Taça Guanabara: 1

Botafogo: 1967

### Competizioni nazionali
- Torneo Rio-San Paolo: 1

Vasco da Gama: 1958
- Campionato colombiano: 2

Millionarios: 1963, 1964
- Copa Colombia: 1

Millionarios: 1963